# JAR体育场
JAR体育场，是位于乌兹别克斯坦首都塔什干的一个综合体育场，1998年启用，2004年重新修缮，能容纳8,460名观众，曾是乌兹别克职业足球联赛球队的主场。由于本尤德科体育场的建成，本尤德科将主场迁离JAR体育场。